# ديفيد رات
ديفيد ستيوارت رات الحائز على نيشان الخدمة للملكة، وعضو الجمعية الملكية تي أباراني (مواليد 1949) هو عالم مناخ نيوزيلندي متخصص في الأرصاد الجوية وعلم تغير المناخ وتأثيره. وهو أستاذ مستخلف وزميل باحث في معهد أبحاث تغير المناخ النيوزيلندي في جامعة فيكتوريا في ويلينغتون، وتقلد العديد من المناصب في المعهد الوطني لأبحاث المياه والغلاف الجوي (إن أي دبليو إيه)، بما في ذلك ست سنوات كرئيس للعلماء (المناخ). ومنصبه الحالي في المعهد الوطني لأبحاث المياه والغلاف الجوي هو عالم فخري (مناخ). كما أن رات رفيق في الجمعية الملكية لنيوزيلندا وكان رئيس لجنة المناخ النيوزيلندية التابعة للجمعية. وتقلد مناصب استشارية لحكومة نيوزيلندا، بما في ذلك منصب المستشار العلمي في وزارة البيئة، وهو حاليًا عضو في مجلس العلوم في وزارة الأعمال والابتكار والتوظيف. وكان له مدخلات في التقييمات التي أجرتها الهيئة الحكومية الدولية المعنية بتغير المناخ (أي بّي سي سي)، ولا سيما المساهمة في منحها جائزة نوبل للسلام لعام 2007 من خلال مساهماته في تقرير التقييم الرابع للجنة الدولية للتغيرات المناخية. وعمل رات في الولايات المتحدة وأستراليا ونيوزيلندا.

## تعليمه وحياته المبكرة
نشأ رات في مزرعة في موتويكا وأدرك في سن مبكرة أنه كان جيدًا في الرياضيات والعلوم، لذلك ذهب إلى جامعة كانتربري حيث تخرج بدرجة البكالوريوس في العلوم مع مرتبة الشرف الأولى في الفيزياء، وبقي لإكمال دكتوراه في علوم الغلاف الجوي. وكان عنوان أطروحته للدكتوراه، التي أشرف عليها غراهام فريزر وجرى تقديمها في عام 1974، فيزياء الغلاف الجوي: تغيرات كثافة الإلكترون في طبقة الميزوسفير. ويتذكر أنه «بحلول الوقت الذي تابعت فيه هذا الموضوع من خلال ما بعد الدكتوراه في جامعة إلينوي في الولايات المتحدة، كنت مستعدًا للتغيير وعدت إلى نيوزيلندا للعمل في خدمة الأرصاد الجوية في كيلبورن في ويلينغتون».

## مسيرته المهنية

### خدمة الأرصاد الجوية النيوزيلندية
كان رات باحثًا واستشاريًا في مجال الأرصاد الجوية في خدمة الأرصاد الجوية النيوزيلندية (1976-1982)، وأصبح لاحقًا مشرفًا على مجموعة الأرصاد الجوية للطبقة الحدية مع المنظمة (1982-1987). وعندما بدأ العمل في خدمة الأرصاد الجوية كان رات يعتزم التدريب كمتنبئ بالطقس، ولكنه بدلًا من ذلك قام بعمل ميداني لتوفير المعلومات لتقليل مشاكل جودة الهواء من الصناعات الكبيرة، وهو الأمر الذي جرى التخطيط له ضمن إطار برنامج في ذلك الوقت في نيوزيلندا يسمى «ثينك بيغ». وكان التركيز في هذا العمل على بناء فهم للانبعاثات الملوثة من المصانع ومحطات الطاقة وكيف يمكن أن تؤثر على البيئات المحلية. وكان لدى رات مجموعة من المناصب الأخرى في خدمة الأرصاد الجوية حتى عام 1992 عندما انتقل هو وغيره من الباحثين في المناخ إلى المعهد الوطني لأبحاث المياه والغلاف الجوي. وفي هذه المرحلة من حياته المهنية أصبح رات أكثر انخراطًا في علم تغير المناخ.

### المعهد الوطني لأبحاث المياه والغلاف الجوي
في عام 2007 أصبح المدير العام لتغير المناخ في المعهد الوطني لأبحاث المياه والغلاف الجوي، والذي أشار إليه رات باعتباره منصبًا جرى إنشاؤه لتنسيق البحوث من «العديد من التخصصات - الأخطار والفيضانات وتربية الأحياء المائية ونوعية المياه في الأنهار [للحصول على] الإشراف على كل هذه المجالات لفهم دوافع التغيير، وما هو معرض للتغيير، وكيفية زيادة القدرة على المقاومة». وكان الهدف هو العمل بشكل تعاوني مع معاهد أبحاث كراون (CRIs) والجامعات لتطوير «الأدوات والسياسات القائمة على العلم للحد من انبعاثات غازات الاحتباس الحراري والتكيف مع تغير المناخ».

عندما سُئل في عام 2007 عما يعتقد أنه أهم «رسالة مختصرة» حول تغير المناخ، قال رات:
«المناخ يتغير بشكل دائم. ولكن الأمر المختلف الآن هو أن البشر يتسببون في بعض التغييرات من خلال حرق الوقود الأحفوري. إذا واصلنا السير في هذا المسار سنشهد مشاكل كبيرة حول العالم. وهناك حجة علمية قوية للحد بشكل كبير من انبعاثات غازات الاحتباس الحراري. نحن بحاجة إلى مزيج من تقليل انبعاثاتنا في نيوزيلندا وأن نكون جزءًا من المفاوضات الدولية للحد من الانبعاثات على مستوى العالم من أجل منع أسوأ الآثار».

### المناصب الاستشارية
في 20 مايو عام 2015 عُين رات كمستشار علمي إداري لوزارة البيئة (نيوزيلندا). وعند الإعلان عن التعيين أوضح وزير البيئة نيك سميث أن دور رات كان تقديم المشورة مباشرة إلى وزير البيئة، بحيث تصل الوزارة إلى علوم عالية الجودة، ودعم «السياسة العلمية الحكومية المشتركة والمبادرات البحثية مثل تحديات العلوم الوطنية». وقد أصبح رات أيضًا عضوًا في مجلس العلوم، وهو هيئة قانونية مرتبطة بوزارة الأعمال والابتكار والتوظيف التي تتخذ قرارات الاستثمار لصندوق إنديفور وتحديات العلوم الوطنية. وفي عام 2015 أصبح رئيسًا للجنة العلوم المستقلة لتحدي العلوم الوطنية للجنوب العميق (تي كوماتا أو تي تونغا) الذي تموله وزارة الأعمال والابتكار والتوظيف، وتتمثل مهمته في تمكين النيوزيلنديين من التكيف وإدارة المخاطر والازدهار في مناخ متغير. كما أصبح نائب رئيس اللجنة الاستشارية العلمية لأرضنا ومياهنا (تويتو تي فينوا، تويورا تي واي)، والتي كان هدفها تعزيز «إنتاج وإنتاجية القطاع الأولي مع الحفاظ على جودة الأرض والمياه وتحسينها للمستخدمين الحاليين والمستقبليين».

### الجمعية الملكية لنيوزيلندا
هو رفيق الجمعية الملكية لنيوزيلندا، ومنذ أبريل حتى مايو من عام 2015 خدم في لجنة مشورة الخبراء التي أنشأتها الجمعية «لتقديم ملخص واضح للأدلة العلمية والتوقعات لتغير المناخ وتحديد المخاطر الرئيسية التي تشكلها هذه التغييرات لنيوزيلندا، بما في ذلك نتيجة للتغيرات المجتمعية والضغوط البيئية الأوسع».

### الهيئة الحكومية الدولية المعنية بتغير المناخ
شارك رات مع الهيئة الحكومية الدولية المعنية بتغير المناخ منذ عام 1990 وكان مؤلفًا رئيسيًا منسقًا لفصل «أستراليا ونيوزيلندا» من تقرير التقييم الثالث للهيئة الحكومية الدولية المعنية بتغير المناخ (2001). وقد عمل في مكتب اللجنة المكون من 30 عضوًا (اللجنة التوجيهية)، ومنذ عام 2002 حتى عام 2015 كان نائبًا لرئيس مجموعة العمل 1، التي تهتم بعلوم تغير المناخ في الماضي والحاضر والمستقبل وتقيم العوامل المادية لتغير المناخ.

### المناصب الأكاديمية
- 2009-2018 أستاذ مستخلف، معهد أبحاث تغير المناخ النيوزيلندي، جامعة فيكتوريا في ويلينغتون
- 2012-2015 أستاذ مستخلف، المعهد الدولي للأمن الغذائي الزراعي، جامعة كيرتن في برث، أستراليا
- 1997 عالم زائر، قسم أبحاث الغلاف الجوي في هيئة البحوث الأسترالية في ملبورن
- 1986-1998 محاضر فخري، معهد الجيوفيزياء، جامعة فيكتوريا في ويلينغتون
- 1986 عالم زائر، مختبر أبحاث علوم الغلاف الجوي، هيئة حماية البيئة الأمريكية (جائزة فولبرايت للسفر)
- 1975 باحث مشارك زائر، جامعة إلينوي